# Marco Guerzoni
Marco Guerzoni (Luino, 22 agosto 1960) è un cantante italiano.

## Biografia
Nato a Luino il 22 agosto 1960 da padre italiano e madre martinicana, dai 7 ai 14 anni studia tromba presso la Scuola Civica di Milano; dai 23 anni studia danza, frequentando tra l'altro stages in Italia e Francia, ottenendo il suo primo contratto di lavoro nel mondo dello spettacolo con la RAI ma come ballerino, nel programma Il tastomatto in onda su Rai 2 (dove Pippo Baudo scoprì Lorella Cuccarini)
Nel 1984 fonda la Ten for a Band, formazione di Rhythm and blues e il gruppo Martinique di ispirazione afro-latin. 
Nel 1985 incide per la Polygram, con lo pseudonimo Tim Mayo, il brano dance In Mexico, composto e prodotto da Pino Presti, con testo di Mike Logan. 
Nel 1988 entra a far parte del trio vocale di Laura Fedele con la quale incide il disco Anomalé e partecipa a numerosi festival nazionali e internazionali del Jazz. Nel 1989 ha una parte come cantante nel Faust, Frammenti parte prima per la regia di Giorgio Strehler al Piccolo Teatro Studio di Milano. Nello stesso anno entra a fare parte dei Bravo  di Augusto Righetti partecipando ad Aspettando Sanremo, selezione per il Festival di Sanremo 1989, al Festivalbar ed al Cantagiro. 
Esordisce nel 1992 come cantante-attore al Teatro Nuovo (Milano) in Backstage il grande sogno di Shel Shapiro, Gianni Minà e Sergio Bardotti.
Nel 1992 e 1993 è il cantante solista della band di Buona Domenica, programma in diretta su Canale 5 condotto da Lorella Cuccarini e Marco Columbro, in cui si esibisce anche in diversi balletti con Lorella Cuccarini. Nel 1994 subentra a Alex Baroni come voce solista della formazione pop funky Los Brasatos.
Nel 1996 partecipa al Festival di Sanremo in coppia con Aleandro Baldi con il brano Soli al bar (di Giancarlo Bigazzi, Aleandro Baldi e Francesco Palmieri). 
Nel 1998 esce il singolo Tu vuo fa l'americano con Gisella Cozzo. 
Nel 2000 partecipa alla canzone Non dirlo ai tuoi dei Gemelli DiVersi nel loro secondo album 4x4. 
Nell'autunno 2001 entra a far parte del cast dell'opera di Riccardo Cocciante Notre Dame de Paris con il ruolo di Clopin, il capo della Corte dei Miracoli. Nei panni del Re degli zingari calca il palcoscenico sino all'ottobre del 2003. Durante questi anni incide il disco dell'opera, è nel DVD e nel CD live e si esibisce nella diretta TV di Rai 1 dall'Arena di Verona del 4 settembre 2003. 
Nel 2005 partecipa al Festival della canzone italiana d'Autore a Monaco di Baviera con il suo brano Magica. Dall'ottobre 2005 a tutto il 2006 è impegnato nella realizzazione e nella direzione artistica e musicale di Lettere dal silenzio, spettacolo teatrale multidisciplinare che prende vita dall'incontro di poesie di ragazzi disabili con le sue musiche, da cui verrà realizzato anche un CD. 
È uno dei coristi dell'orchestra del maestro Roberto Pregadio nell'edizione 2007 e 2008 de La corrida in onda su Canale 5 condotta da Gerry Scotti.  Nel 2008 canta Help me now, sigla della fiction televisiva Crimini bianchi. Nel 2010 è in tournée con Malika Ayane come corista nel Grovigli Tour e nel 2012 partecipa all'Eurovision Song Contest a Baku come corista di Nina Zilli.
Nel 2015 interpreta il ruolo dell'Araldo Egizio ne Le supplici (Eschilo) con la regia di Moni Ovadia e Mario Incudine nell'ambito delle Rappresentazioni classiche al Teatro greco di Siracusa
Nel 2017 inizia a collaborare allo spettacolo teatrale sulla storia del Blues "Blues Notes: appunti dalla musica del diavolo", la cui programmazione viene interrotta nel 2020 in seguito all’applicazione delle misure restrittive per il contenimento del contagio da COVID-19.
Nel 2018 viene pubblicato il suo brano E le canzoni diversano da cui viene realizzato un videoclip insieme alla Greenlight Blues Band.
Nel 2019 interpreta Erode nello spettacolo Jesus in Rock, riadattamento di Jesus Christ Superstar, con la regia di Francesco Torre, al Teatro Impero di Marsala
Nel 2020 partecipa alla prima edizione italiana di The Voice Senior condotto da Antonella Clerici. Entra nel team di Gigi D'Alessio, arriva in finale e si classifica terzo.
Nel 2022, dopo 19 anni di assenza dal ruolo, torna ad interpretare Clopin in Notre-Dame de Paris in occasione del tour del ventennale in Italia.
Da diversi anni presta la sua voce ad alcuni tra i più famosi spot pubblicitari ed è attivo come cantante intrattenitore nei locali di tutta Italia.

## Discografia parziale

### Singoli
- 1996 - Soli al bar di Aleandro Baldi, Giancarlo Bigazzi e Francesco Palmieri, con Aleandro Baldi
- 1998 - Tu vuo fa l'americano con Gisella Cozzo
- 2000 - Non dirlo ai tuoi con Gemelli DiVersi
- 2007 - Non voglio che amore con Vittorio Merlo
- 2008 - Help me now di Alis D'amico e Luigi Seviroli
- 2018 - E le canzoni diversano di Marco Guerzoni con la Greenlight Blues Band

### Album
- 2002 - Notre-Dame de Paris (Sony-BMG)
- 2003 - Notre-dame de Paris live Arena di Verona (Sony-BMG), uscito anche in DVD
- 2006 - Lettere dal silenzio
- 2007 - Aicha.it con Vittorio Merlo